# Changanacherry
Changanacherry – miasto w Indiach, w stanie Kerala. W 2011 roku liczyło 127 987 mieszkańców. Siedziba syromalabarskiej archieparchii Changanacherry.